# 57 f.Kr.

## Händelser

### Efter plats

#### Rom
- Publius Cornelius Lentulus Spinther och Quintus Caecilius Metellus Nepos blir konsuler i Rom.
- Maj – Julius Caesar besegrar belgiska styrkor under kung Galba i slaget vid Axona.
- Juli – Caesar besegrar nervierna i slaget vid Sabis.
- September – Caesar belägrar och erövrar Aduatuca (nuvarande Tongeren).

#### Partien
- Mithridates III blir kung av Partien.

#### Indien
- Staden Ajodhya återställs av kung Vikramaditya.

#### Korea
- Bak Hyeokgeose blir den förste kungen av det koreanska kungariket Silla (traditionellt datum).

## Avlidna
- Fraates III, kung av Partien
- Kleopatra VI, drottning av Egypten